# Catocala frederici
Catocala frederici là một loài bướm đêm trong họ Erebidae.

## Hình ảnh

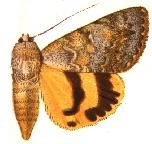